# Ceropegia evansii
Ceropegia evansii är en oleanderväxtart som beskrevs av Mccann. Ceropegia evansii ingår i släktet Ceropegia och familjen oleanderväxter. Inga underarter finns listade i Catalogue of Life.